# Kvarteret Sturen minsta

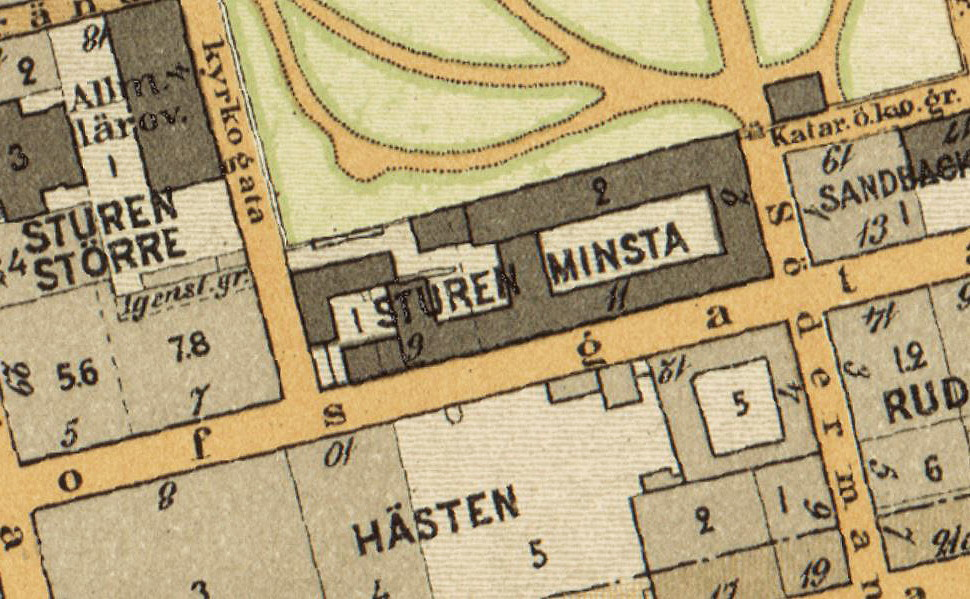
Kvarteret Sturen minsta 1899.

Kvarteret Sturen minsta ligger på Södermalm i Stockholm. Kvarteret begränsas av Katarina kyrkogård i norr, Södermannagatan i öster, Tjärhovsgatan i söder och Katarina västra kyrkogatan i väster. Kvarteret består av två fastigheter Sturen minsta 1 och 2.

## Kvarteret

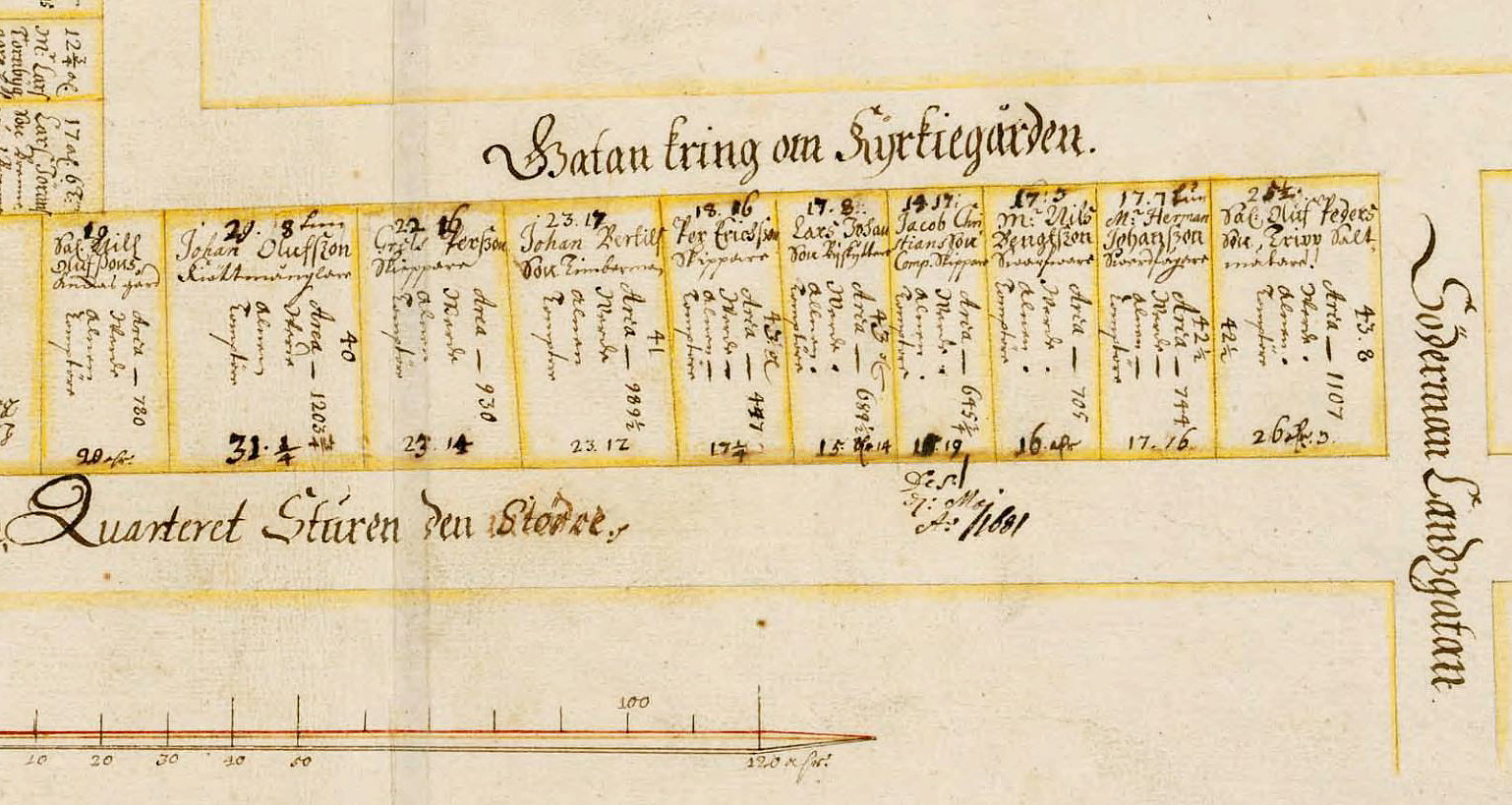
Kvarteret i Holms tomtbok 1674.

Sedan mitten av 1650-talet finns kvartersnamnet Sturen för ett kvarter väster och söder om Katarina kyrka. Det delades sedermera upp i Sturen större, mindre och minsta. De båda förstnämnda ligger väster om kyrkan medan Sturen minsta ligger söder om kyrkan. Kvarteret framgår även i Holms tomtbok från 1674 och har då nio tomtägare.
Namnet härrör från Sturekapellet som Johan III lät bygga på 1580-talet. Kapellets namn skulle enligt traditionen minna om Sten Sture d.y. vars lik hade bränts här efter Stockholms blodbad 1520. Den danska konungen  Kristian II ("Tyrann") lät sedan begrava Sten Sture och de andra vid blodbadet avrättade adelsmännen på denna plats. Sturekapellet revs på 1620-talet och materialet användes vid bygget av Katarina kyrka (se även Kapellgränd).

## Bebyggelse
Hela kvarteret upptas av den så kallade Sifwertska kasernen vars första byggnader uppfördes på 1780-talet för bryggaren Lorentz Sifwert och fick sin nuvarande forn 1855. Anläggningen förvärvades 1812 av Stockholms stad och har sedan dess varit kasern för Stadsvakten i Stockholm, kolerasjukhus och vårdhem samt ungkarlshotell. Till kvarterets västra del flyttade 1876 Katarina brandstation. 
Idag finns i olika delar av Sifwertska kasernen hotell, kontor och bostäder samt Katarina brandstation. Enligt Stadsmuseet i Stockholm utgör fastigheten Sturen minsta 2 "synnerligen höga kulturhistoriska värden" (blåmärkning) medan Sturen minsta 1 bedöms av museet vara "särskilt värdefull från historisk, kulturhistorisk, miljömässig eller konstnärlig synpunkt" (grönmärkning).

Dagens bebyggelse
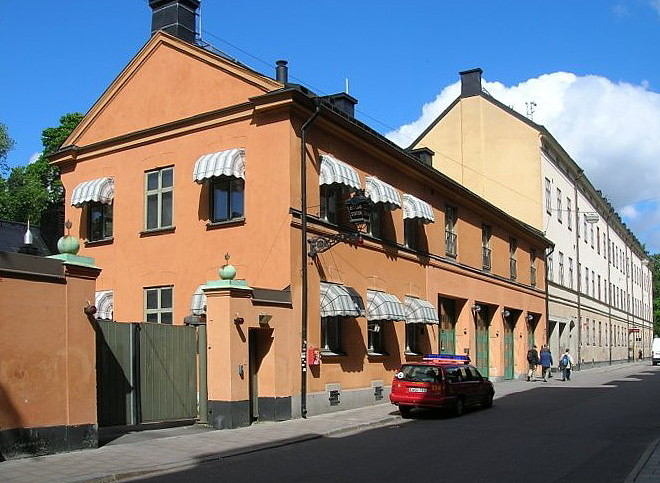
Sturen minsta 1 (närmast) och 2 mot Tjärhovsgatan.
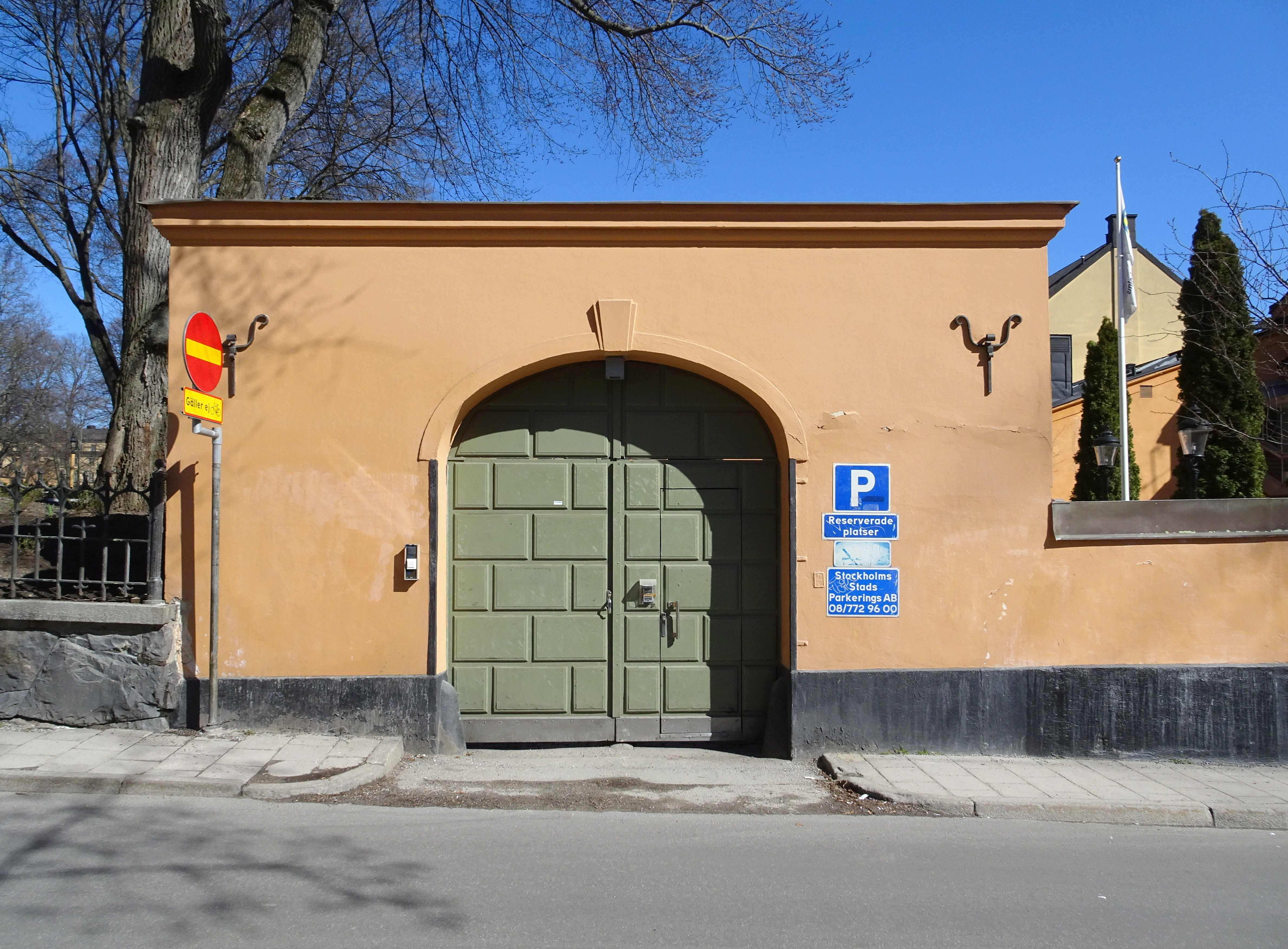
Sturen minsta 1 mot Katarina västra kyrkogatan.
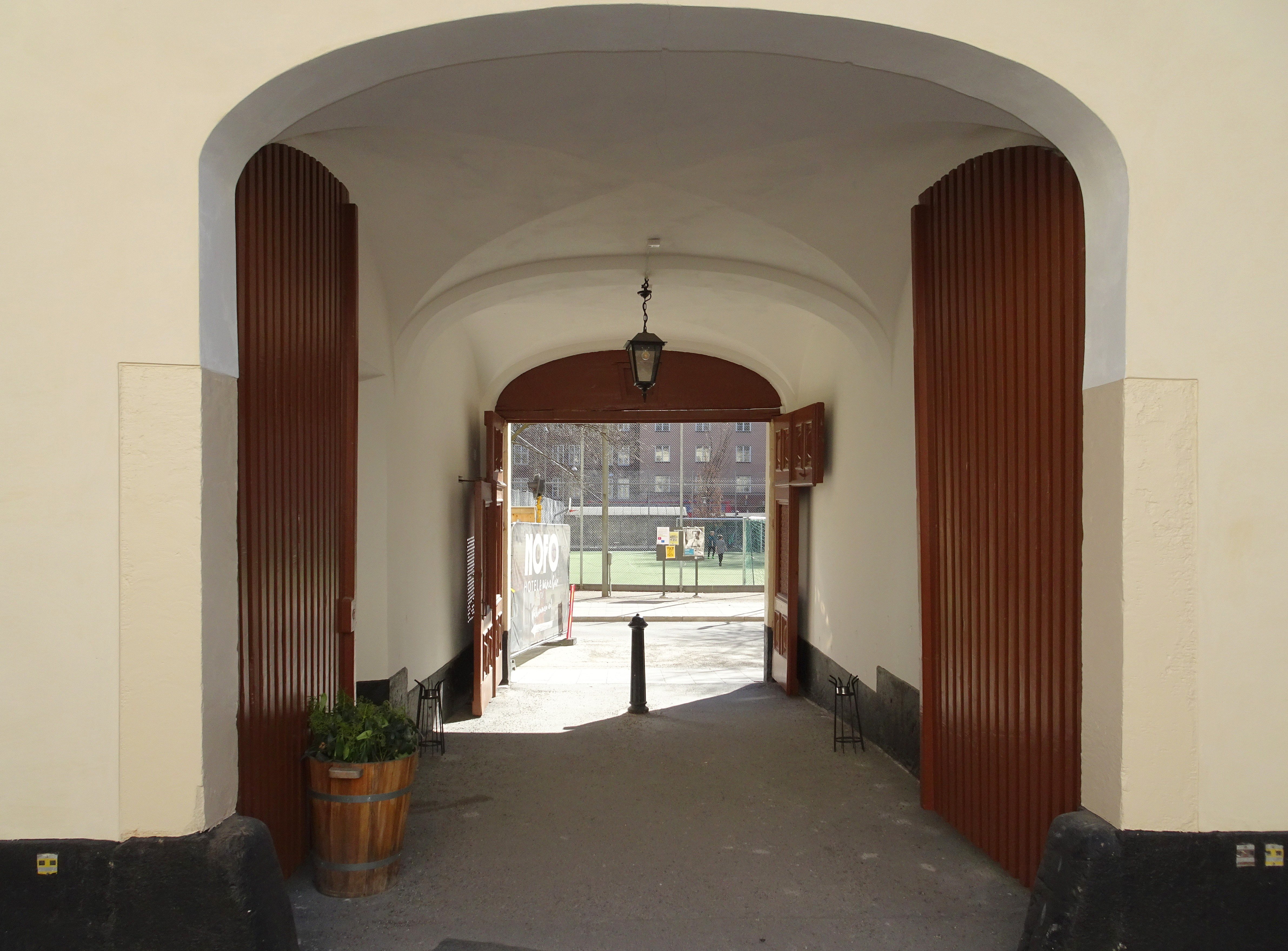
Sturen minsta 2, portik mot Tjärhovsgatan.
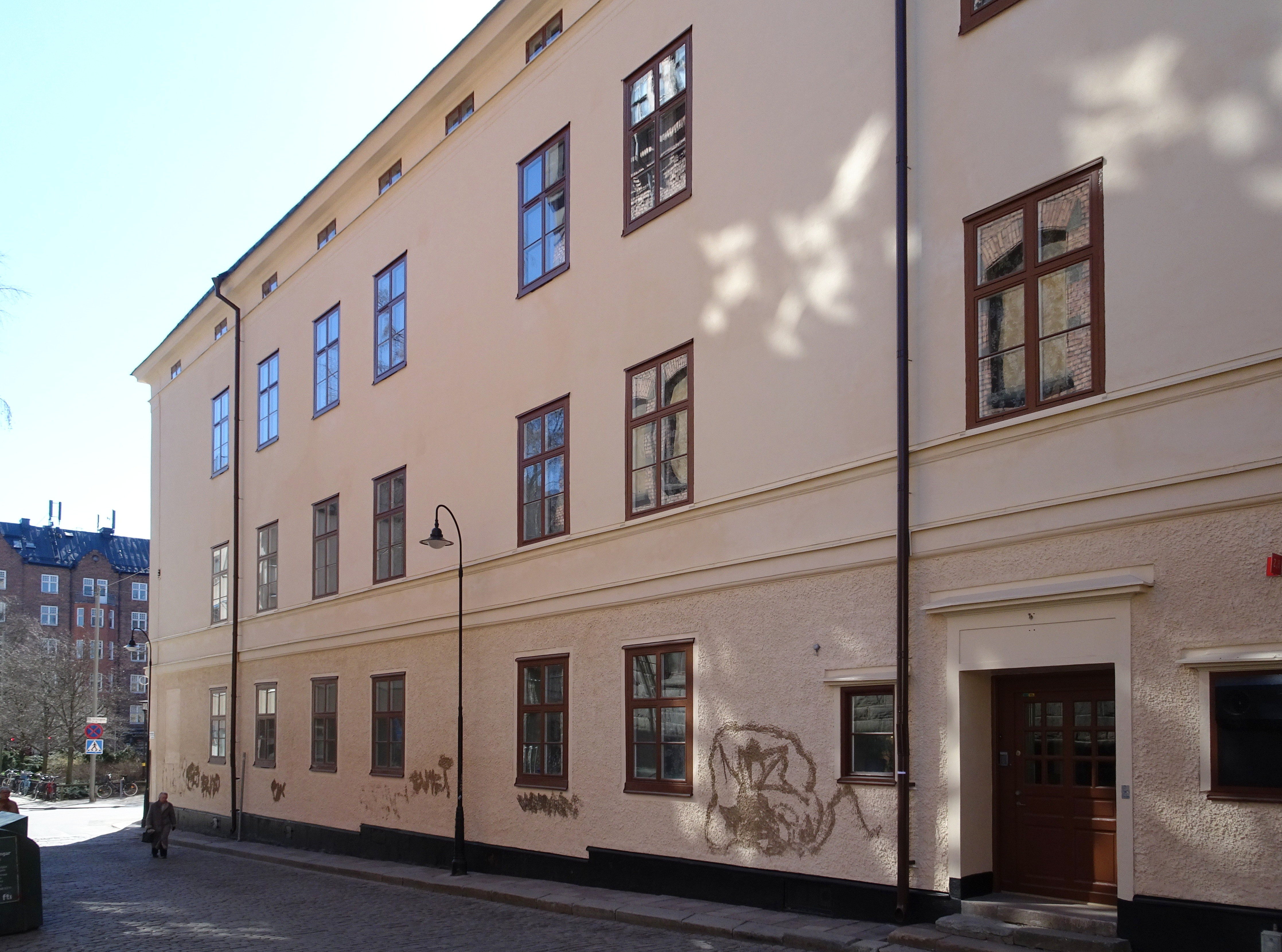
Sturen minsta 2 mot Södermannagatan.